# ابزاک، گیراند
ابزاک، گیراند (به فرانسوی: Abzac, Gironde) یک کامین در فرانسه است که در Canton of Coutras واقع شده‌است.

## خصوصیات
ابزاک ۱۳٫۴۴ کیلومترمربع مساحت و ۱٬۷۳۹ نفر جمعیت دارد و ۵۵ متر بالاتر از سطح دریا واقع شده‌است.